# ハワーリジュ派
ハワーリジュ派（アラビア語: الخوارج al-Khawārij）は、イスラーム教の初期に多数派（のちのスンナ派とシーア派）から政治的理由で分離することで成立した派。ハワーリジュは「出ていった者・離反した者」を意味し、単数形はハーリジー (خارجي Khārijī) である。広義にはウンマが合意したイマームに対して謀反を企てる者、狭義にはアリー軍とムアーウィヤ軍とで交わされた和議に反対し、アリー陣営から離反した者達をいう。
スンナ派においてスンナ派以外の宗派は異端とされるため、しばしば迫害を受けた。また、ハワーリジュ派は多くの宗派に分裂しており、主要な分派だけで6つあるとされるが、その大部分はウマイヤ朝の圧力を受け消滅し、現存するものはその分派の1つで穏健派のイバード派のみである。
現代においては、自派以外のムスリムを不信仰者として武力行使する集団や、反体制派に対してのレッテルとしても使われ、しばしば弾圧される。例としてワッハーブ派が興った際に、ハナフィー学派のイブン・アービディーンがそれらを「現代のハワーリジュ派」として糾弾した。

## 教義
ハワーリジュ派の政治的・神学的な立場の特徴は、聖典『クルアーン』（コーラン）の規定を固く守り、イスラム共同体（ウンマ）の純粋性を保つことを重視する点にあり、共同体の指導者であるカリフの資格を厳しくみる点と、宗教上の罪を犯したムスリム（イスラム教徒）は不信仰者（カーフィル）としてムスリムの資格を持たないとする先鋭性をもつ。
ハワーリジュ派によれば、カリフは宗教的に敬虔で倫理的に高潔な、共同体の模範となる人物でなければならない。もし、アリーがムアーウィヤと妥協したようにカリフが正しい道から外れるようなことがあれば、そのカリフは正統なカリフたる資格を失う。また、「たとえ奴隷や黒人であっても全てのイスラーム教徒がカリフたりうる」と主張しており、宗教的にすばらしく指導者に相応しい人物であれば、カリフはスンナ派が言うようにクライシュ族の一員である必要も、シーア派が言うようにアリーの子孫である必要もなく、血統的な出自は問われない。
信仰や行動がイスラーム教の理想から逸脱したムスリムは、共同体から彼は不信仰者（カーフィル）であるという宣告（タクフィール）を受け、ムスリムの同胞として扱わない。ハワーリジュ派は不信仰者に対するジハードを積極的に推奨しており、ジハードをムスリムの義務である五柱に含める場合もある。中でもハワーリジュ派の中でも先鋭的な宗派であったアズラク派（現在は消滅）は、ムスリムから出た不信仰者およびその家族は殺さねばならぬとし、スンナ派に対する激しい攻撃を行った。
なお、このようなイスラームのあり方に対するハワーリジュ派の厳格な思想は、近代のイスラーム主義の流れにみられるクルアーン主義、ムスリム論との共通性が指摘されることがある。特にイスラーム主義の過激派に位置付けられるジハード団やイスラーム集団などの武装集団は、ハワーリジュ派のタクフィールによく似た思想をもってムスリムに対する「ジハード」を遂行しており、彼らに対するハワーリジュ派という言い方も単なるレッテルに留まらない面もある。

## 歴史
ハワーリジュ派の起源は、正統カリフ時代の末期に起こったイスラーム共同体内の内戦に遡る。
この戦争は最終的にイスラム教の開祖ムハンマドの娘婿であるアリーと、地方の実力者であるシリア総督ムアーウィヤの間の戦いに発展するが、両者は657年のスィッフィーンの戦いにおいて妥協を結んだ。この戦争でアリーを正統なカリフと見なす側はムアーウィヤを反逆者とみなしていたが、彼らの中からアリーがムアーウィヤと妥協したことを非難する人々があらわれた。やがて彼らはアリーの居所であるイラクのクーファを退去し、アリー陣営から離脱して独自の政治勢力を形成した。「退去した者」を意味するハワーリジュの呼称はこの事件に由来している。
翌658年、アリーは自陣営から離脱したハワーリジュ派とナフラワーンで戦ってこれを打ち破ったが、661年にハワーリジュ派の一員によって暗殺された。ムアーウィヤも同時に暗殺しようとしたが、こちらは失敗に終わった。アリーの死によってムアーウィヤがカリフとなりウマイヤ朝を開くと、ハワーリジュ派はこれとも激しく対立した。
684年、ナーフィウ・イブン・アズラクが指導者となり、より穏健なイバード派に対してより先鋭化したハワーリジュ派のグループ（アズラク派）はバスラを占領し、イラク南部を席捲するが、ウマイヤ朝軍によってイランに追放された。アズラク派はその後も蜂起を繰り返しイラク南部に猛威をふるったが、699年にハッジャージュ・イブン・ユースフに打ち破られて壊滅的な打撃を被った。
一方、穏健で、信仰隠し（タキーヤ）など政治的弾圧を逃れる手段を発展させたイバード派は、北アフリカ（マグリブ）やアラビア半島南部への布教に存続の活路を見出した。マグリブのイバード派は8世紀にルスタム朝を興し、10世紀初頭にシーア派の一派イスマーイール派のファーティマ朝に滅ぼされるまでチュニジア・トリポリタニア（リビア西部）周辺を支配した。また、オマーンではイバード派を奉ずる部族が地域の支配権を握り、18世紀には現在のオマーン国の起源であるブー・サイード朝を興した。
現在、ハワーリジュ派の流れを汲む唯一の派であるイバード派は、オマーン、旧オマーン領で現タンザニア領のザンジバル、東アフリカ、リビアのトリポリタニア、チュニジア、アルジェリアに分布している。